# 津崎尚武

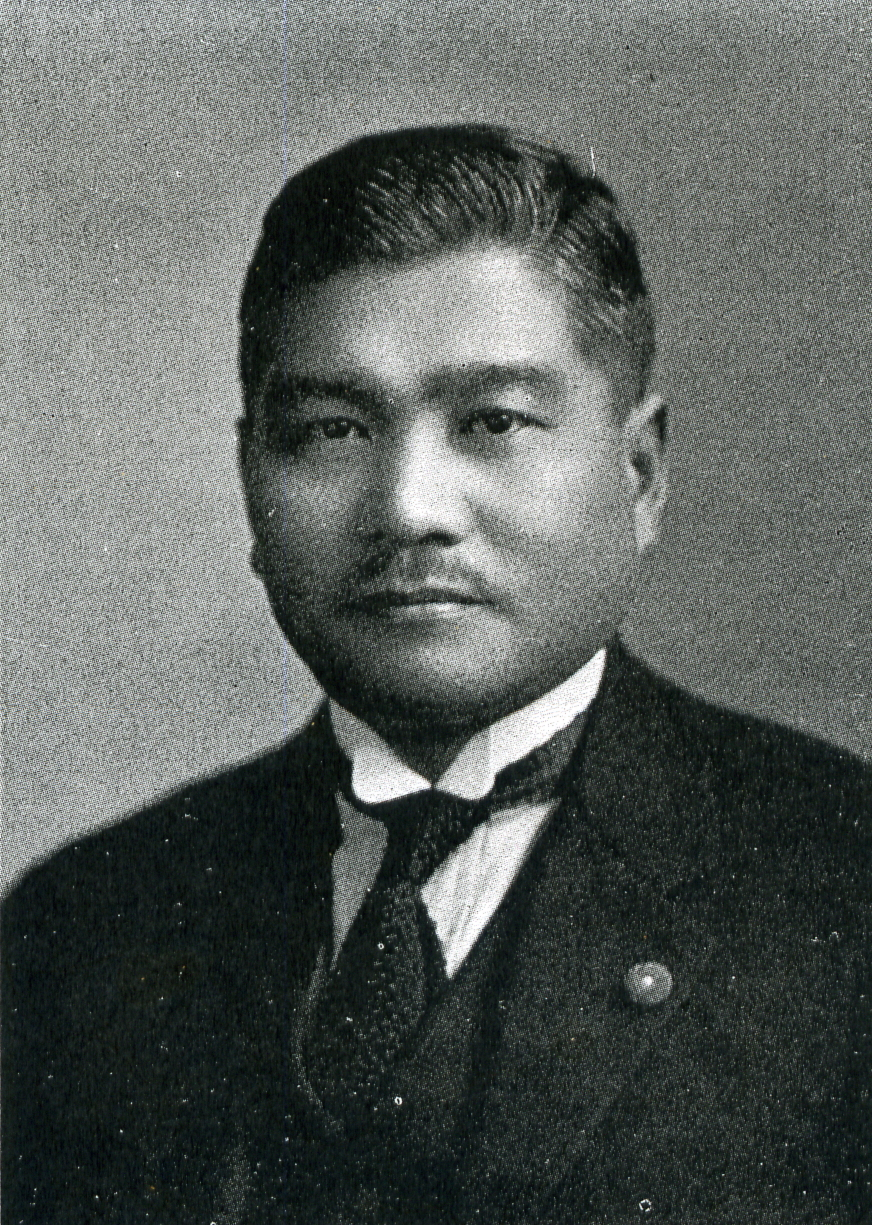
津崎尚武

津崎 尚武（つざき なおたけ、1882年（明治15年）5月24日 - 1962年（昭和37年）8月29日）は、日本の衆議院議員（立憲政友会→政友本党→立憲民政党→立憲政友会）、厚生政務次官。

## 経歴
鹿児島県大隅郡小根占村（現在の肝属郡南大隅町）に下村尚論の三男として生まれ津崎家の養子となった。鹿児島県立第一鹿児島中学校、第七高等学校を卒業し、東京帝国大学法科大学政治科に入学した。1909年（明治42年）に卒業し、高等文官試験に合格した。内務省に入省し、長野県警視、更級郡長、長野県理事官、長野県視学官を歴任した。1915年（大正4年）、官を辞して渡米し、ニューヨーク土地建物株式会社で勤務した。翌年帰国し、東亜産業株式会社などの取締役を務めた。
1920年（大正9年）、第14回衆議院議員総選挙に出馬し、当選。第21回に至るまで7回当選を果たした。その間に平沼内閣で厚生政務次官を務めた。
戦後、大政翼賛会の推薦議員のため公職追放となり、1951年（昭和26年）追放解除。追放解除後の翌1952年（昭和27年）の第25回衆議院議員総選挙に日本再建連盟から立候補したが落選した。
その他、海外協会中央会副会長、満洲移住協会理事、海外同胞中央会理事、大東亜親善協会副会長などを務めた。墓所は多磨霊園

胸像 （長野市篠ノ井支所）

- 胸像
（長野市篠ノ井支所）

## 著書
- 『想と相』（1925年、尚友社）
- 『どうなるか満洲国』（1932年、日本植民通信社）